# Iwan Peszew
Iwan Maksimow Peszew, bułg. Иван Максимов Пешев (ur. 4 lutego 1986 w Sofii) – bułgarski polityk i samorządowiec, od 2025 minister młodzieży i sportu.

## Życiorys
Uprawiał piłkę nożną, grał w drużynach młodzieżowych klubu CSKA Sofia. Ukończył studia z ekonomii i handlu na uczelni Stopanska akademija „Dimityr A. Cenow” w Swisztowie. Zaangażował się w działalność polityczną w ramach Bułgarskiej Partii Socjalistycznej, został wiceprzewodniczącym stołecznych struktur tego ugrupowania. Był też dyrektorem partyjnego czasopisma „Duma”. W 2019 zasiadł w radzie miejskiej Sofii.
W styczniu 2025 objął stanowisko ministra młodzieży i sportu w nowo powołanym rządzie Rosena Żelazkowa.